# Імідж сучасного педагога
«Імідж сучасного педагога» — електронне наукове фахове видання Полтавської академії неперервної освіти ім. М.В. Остроградського і Інститут педагогічної освіти і освіти дорослих Національної академії педагогічної освіти України. Видається з 1999 року (ел.видання — з 2017) в Полтаві.
Фахова реєстрація: включено до Переліку електронних наукових фахових видань України у галузі «Педагогічні науки», у яких можуть публікуватися результати дисертаційних робіт на здобуття наукових ступенів доктора і кандидата наук, на підставі рішення Атестаційної колегії Міністерства від 12 грудня 2017 року (додаток 7 до наказу МОН України від 28.12.2017 № 1714)
Галузь науки: педагогічні науки. УДК 37:004.
Відповідно до вимог Міжнародного центру ISSN щодо електронних видань. 
ID-номер запиту (Bib-ID): 2636708
Джерело: International Identifier for serials and other continuing resources, in the electronic and print world
Свідоцтво про державну реєстрацію друкованого засобу масової інформації Міністерства юстиції України (серія КВ № 14968-3940 ПР від 19 лютого 2009 р.)

## Спрямованість видання
Девіз журналу: «Людина лише там чогось досягає, де сама вона вірить у свої сили.» (Л. Фейєрбах).
Журнал призначений усім, хто виховує і вчить, вчиться чи просто цікавиться проблемами української національної школи.
Періодичне видання в системі післядипломної педагогічної освіти здійснює такі види діяльності:
- освітню (включає навчальну, виховну, науково-методичну, методичну діяльність);
- педагогічну (підвищення рівня педагогічної майстерності освітян);
- педагогічно-публіцистичну (публікації різного психолого-педагогічного спрямування);
- науково-педагогічну (публікації наукових статей);
- соціально-педагогічну (конкурси, проекти тощо);
- просвітницьку (підтримка та допомога молодим науковцям, вчителям, учням і ін.);
- видавничу (друкування матеріалів про теоретичні та практичні здобутки в галузі педагогічної науки як в Україні, так і в інших країнах світу);
- інноваційну (введення новітніх підходів до видання педагогічного журналу).

## Рубрикація
- «Точка зору»— суб'єктивна точка зору особистості чи колективу однодумців, яких хвилює проблема освіти; власне судження щодо навчання, виховання та розвитку особистості дитини. Це щира відкритість думок педагога, трибуна гострих дискусій педагогічних працівників на хвилюючі їх теми.
- «Неперервна освіта»– нові здобутки післядипломної педагогічної освіти: нові програми, методичні рекомендації, інформація про проведення конференцій, педагогічних акцій тощо.
- «Педагогічний менеджмент»— висвітлення проблем управлінської діяльності, піднесення ролі освітнього менеджменту та самоменеджменту керівника навчального закладу.
- «Вища школа» — розкриття концептуальних підходів до професійної підготовки майбутніх учителів.
- «Навчаючи — вчимося» — так говорить народна мудрість. Саме професія педагога потребує навчати інших і все своє життя навчатися самому. Це філософські, педагогічні, психологічні та інші ідеї науковців, які можуть стати інтелектуальною основою для розвитку навчального закладу та особистості педагога.
- «Досвід зарубіжних країн» — представлення зарубіжного досвіду з проблем педагогіки тощо.
- «Презентація автора» — це можливість представити свою авторську програму, посібник, монографію тощо. Розкрити та показати свої творчі напрацювання, допомогти іншим скористатися вашими ідеями та впроваджувати їх у своїй педагогічній діяльності.
- «Орієнтири соціальної педагогіки» — висвітлення різних форм сумісної діяльності педагогів і соціологів; вирішення соціально-педагогічних проблем і творчо-пошуковий процес розвитку соціального захисту учнівської молоді.
- «Рідні джерела» — це антологія краєзнавства: історико-географічного, літературного, культурологічного, сільськогосподарського тощо. Це любов до рідної землі, що ти плекаєш з дитинства, любов до своїх земляків, що прославили рідний край. Ніщо так не збагачує людину, як її знання про рідний край.
- «Поради спеціаліста» — представляє матеріали різних спеціалістів, які мають безпосереднє відношення до сучасного навчального закладу: психологів, логопедів, лікарів та ін.
- «Калейдоскоп мов» — це матеріали з української, англійської, російської мов, які викладаються в навчальних закладах України.
- «Режисура уроку» — дає можливість продемонструвати режисерські здібності педагога щодо побудови сучасного уроку. Це методи, прийоми та нові форми занять. Це уроки творчості з новою неповторною режисерською їхньою постановою.
- «Шкільна родина» — висвітлення позакласної та позашкільної роботи з дітьми. Це позиція педагогів, учнів та їхніх батьків щодо виховання. Це незвичайні сценарії напруженої творчої роботи найкращих освітян.
- "Вінок митців і мисткинь"—

Журнал має також змінні рубрики: «Професійна освіта», «Педагогічна вітальня», «Творчий портрет», «Журнал у журналі», «Талан-доля юних»; «Вінок митців та мисткинь»; «Імідж-реклама», «Імідж-інформація», «Книжковий хіт-парад».
Також редакція журналу передбачає динамічність, введення нових рубрик, якщо це відповідатиме запитам читацької аудиторії.

## Історія виддання
Журнал «Імідж сучасного педагога». Серія Педагогіка. 
ISSN 2221-6316" видається з 1999 року.
Засновники:
1999 — до 01.03.2017
- Полтавський національний педагогічний університет імені В. Г. Короленка
- Полтавський обласний інститут післядипломної педагогічної освіти ім. М. В. Остроградського
- ТОВ «АСМІ»

З 22.05.2017 — по 2022:
- Полтавський обласний інститут післядипломної педагогічної освіти ім. М. В. Остроградського
- Інститут педагогічної освіти і освіти дорослих Національної академії педагогічної освіти України
- З 22.05.2022 — по теперішній час:
- Полтавська вкадемія неперервної педагогічної освіти ім. М. В. Остроградського
- Інститут педагогічної освіти і освіти дорослих Національної академії педагогічної освіти України

Перший журнал, вийшов у світ 1 червня 1999 року і був присвячений 1100-й річниці з дня заснування м. Полтави.
У журналі публікувалися матеріали докторів педагогічних наук: І. Зязюна, В. Олійника, В. Гладуш, М. Гриньової, Л. Даниленко, Г. Єльникової, В. Ільченко, М. Лещенко, Л. Лукьянової, Н. Ничкало, О. Савченко, А. Самодрина, В. Семиченко, Л. Сергеєвої, М. Степаненка, А. Степанюк, В. Стрельнікова, В. Рашковської, З. Рябової, Г. Тарасенко, Д. Тхоржевського, В. Тюріної, І. Трубавіної, Л. Хомич, Є. Хрикова, Є. Чернишової, В. Шпак та ін.

### Спецвипуски журналу
Номери журналу тематично спрямовані, наприклад, окремі спецвипуски 2006—2016 мають тематику:
- 2006 — № 9–10 «Модернізація освіти регіону»;
- 2007 — № 7–8 «Лідерство в освіті»;
- 2008 — № 7–8 «Проектування освітніх систем»;
- 2009 — № 8–9 «Управління адаптивною школою»;
- 2010 — № 1 «Нові підходи до післядипломної педагогічної освіти»;
- 2011 — № 1 «Теорія і практика навчання дорослих»;
- 2012 — № 10 «Модернізація післядипломної педагогічної освіти»;
- 2013 — № 8–9 «Новаторський рух у післядипломній педагогічній освіті України»;
- 2014 — № 1 «Трибуна інноваційного розвитку педагогів»;
- 2015 — № 9 «Щоб встигати у світі, треба випереджати в освіті»;
- 2016 — № 3 «Освіта: післядипломна, професійна, вища».

Тематика електронного наукового фахового журналу "Імідж сучасного педагога" (2017-2023)
| «Перші кроки до оновленої школи»                                     | №3/1 (172), 2017 |
| «Наукова школа саморегуляції»                                        | №4/2 (173) 2017  |
| «Музична культура України»                                           | №5(174) 2017     |
| «Розвиток педагогічної свідомості»                                   | №6(175) 2017     |
| «Навчатися впродовж життя»                                           | №7(176) 2017     |
| «Громадсько-державне управління закладом загальної середньої освіти» | №8(177) 2017     |
|                                                                      | 2018             |
| «Cучасні освітянські реалії»                                         | №1(178) 2018     |
| «Світоглядні ідеї Івана Зязюна у новій українській школі»            | №2(179) 2018     |
| «Інтеграція наук»                                                    | №3(180) 2018     |
| «Менеджер Нової української школи»                                   | №4(181) 2018     |
| «Управління освітнім процесом»                                       | №5(182) 2018     |
| «Педагогічна освіта та освіта дорослих»                              | №6(183) 2018     |
|                                                                      | 2019             |
| «Освіта: стан і перспективи»                                         | №1(184), 2019    |
| «Інноваційна діяльність журналу «Імідж сучасного педагога»           | №2(185), 2019    |
| «Анімаційна педагогіка, інтеграція, маркетинг, інклюзія в освіті»    | №3(186), 2019    |
| «Трансформації української школи»                                    | №4(187), 2019    |
| «Медіаграмотність, адаптивність, конкурентоспроможність»             | №5(188), 2019    |
| «Читацька компетентність дорослих»                                   | №6(189), 2019    |
|                                                                      | 2020             |
| «Інновації в освіті»                                                 | №1(190), 2020    |
| «Рівень освіченості людини – умова прогресу людства»                 | №2(191), 2020    |
| «Розвиток професійної компетентності педагога»                       | №3(192), 2020    |
| «Особистість педагога»                                               | №4(193), 2020    |
| «Ефективність надлишкових знань учителя»                             | №5(194), 2020    |
| «Цифрова компетентність педагога»                                    | №6(195), 2020    |
|                                                                      | 2021             |
| «Професійні портрети вчителя, викладача, психолога»                  | №1(196), 2021    |
| «Управління змінами в освіті»                                        | №2(197), 2021    |
| «Розвиток інформаційної компетентності педагога»                     | №3(198), 2021    |
| «Професійна підготовка майбутнього вчителя»                          | №4(199), 2021    |
| «Освітні новації у контексті реалізації післядипломної освіти»       | №5(200), 2021    |
| «Підготовка вчителя базової середньої освіти»                        | №6(201), 2021    |
|                                                                      | 2022             |
| «Сівітові та вітчизняні освітні тренди»                              | №1(202), 2022    |
| «Тримаємо освітній фронт»                                            | №2(203), 2022    |
| «Педагог – носій цінностей суспільства»                              | №3(204), 2022    |
| «Григорій Сковорода: творення Людини!                                | №4(205), 2022    |
| «Новаторський поклик освітян України в умовах воєнного стану»        | №5(206), 2022    |
| «Новітні підходи до організації навчання в закладах освіти»          | №6(207), 2022    |
|                                                                      | 2023             |
| «Управління закладами дошкільної, основної, вищої освіти»            | №1(208), 2023    |
| «Неперервна освіта в європейському просторі»                         | №2(209), 2023    |
| «Освіта в умовах воєнного стану: виклики, реалії, стратегії»         | №3(210), 2023    |
| «Управління інноваційною діяльністю в умовах змін»                   | №4(211), 2023    |

### Конкурси, які започатковані редколегією журналу
| Рік видання | Конкурси                          |
| ----------- | --------------------------------- |
| 2000        | «Мисткині Полтавщини»             |
| 2000–2001   | «Дизайн сучасного закладу»        |
| 2002–2023   | «Авторська збірка поезій школяра» |
| 2002        | «Урок ОБЖ»                        |
| 2004–2007   | «Сільська школа»                  |
| 2005–2016   | «Творчий портрет педагога»        |
| 2008–2016   | «Сучасний навчальний заклад»      |

## Редактори
Редакційна колегія: докт. пед. наук М. Гриньова, 3 канд. пед. наук (Н. Білик, О. Жданова-Неділько, С. Королюк).
Члени редколегії: 13 докт. пед. наук: О. Гнізділова, Т. Іванова, В. Ільченко, Г. Єльникова, М. Лещенко, В. Лозова, А. Самодрин, В. Стрельніков, Л. Кравченко, О. Федій, Л. Хомич, Н. Шиян, В. Шпак; докт. філол. наук М. Степаненко; іноземні науковці: докт. габілітований Г. Мажець, доктор ад'юнкт К. Плечкань; канд. пед. наук В. Зелюк; канд. псих. наук В. Моргун; О. Петренко, директор ТОВ «АСМІ».
Редакційна рада: Н. Барболіна, Н. Білик, М. Гриньова, В. Зелюк (голова), В. Ільченко, І. Момот, О. Петренко, О. Федій.

## Відзнаки
- Грамота Полтавського обласного інституту післядипломної освіти педагогічних працівників (1999);
- Грамота управління освіти і науки Полтавської обласної державної адміністрації (2003);
- Грамота обласної ради Полтавської обласної державної адміністрації (2003);
- Почесна грамота Міністерства освіти і науки України (2007);
- Почесний диплом Четвертої виставки-презентації Освіта України «Інноваційні технології навчання» (2007);
- Диплом АПН України за участь у Всеукраїнській виставці «Музейно-педагогічна палітра України» (2009);
- Почесна грамота та відзнака Полтавської обласної ради (2010).

Інформацію про журнал «Імідж сучасного педагога» включено до видання багатотомної Енциклопедії Сучасної України, том 10 (2011).